# Anhalt
Anhalt – kraina historyczna w środkowej części Niemiec, część dzisiejszego kraju związkowego Saksonia-Anhalt. Obejmuje ziemie po obu stronach środkowej Łaby oraz wschodnie pogórza gór Harz. Głównym miastem jest Dessau-Roßlau (d. Dessau). Od czasów średniowiecza do 1918 r. pod władzą przedstawicieli dynastii askańskiej – potomków Albrechta Niedźwiedzia.
Od XI wieku hrabstwo, powiększone w XII w. przez Albrechta Niedźwiedzia o tereny zdobyte na Słowianach (na południowy wschód od Magdeburga). Na początku XIII w. przejściowo niezależne księstwo. W XIII w. Anhalt ulegał częstym podziałom między różne gałęzie rodu książąt anhalckich (askańskich), z których ostatnia utrzymała się w Dessau do 1918 r. (z linii Anhalt-Zerbst wywodziła się, urodzona w Szczecinie, cesarzowa rosyjska Katarzyna II Wielka).
Od przełomu 1806 i 1807 r., Anhalt był księstwem. W latach 1807–1813 wchodził w skład Związku Reńskiego. Zjednoczony w 1863 r. W 1871 r. włączony do Rzeszy Niemieckiej. Od 1918 r. był republiką. W latach 1933–1945 połączony z Brunszwikiem.
W latach 1945–1952 wraz z byłą prowincją saską Prus stanowił kraj Saksonia-Anhalt (do 1947 prowincja). Od października 1949 do października 1990 w NRD (od 1952 w okręgu Halle).